# Denethor (elf)
Denethor is een personage uit het werk van J.R.R. Tolkien.
Denethor was een elf die leefde in de Eerste Era.  Hij was de zoon van Lenwë, de leider van de Nandor (Boselfen).  Toen hij hoorde van de macht van Thingol leidde hij een groot gedeelte van zijn volk over de Ered Luin (Blauwe Bergen) naar Beleriand, voordat de Maan voor het eerst opkwam.  Dit elfenvolk vestigde zich in Ossiriand waar Denethor hun koning was.
Toen Morgoth Beleriand aanviel tijdens de Eerste Slag van Beleriand werden de Nandor teruggedreven tot op Amon Ereb.  Voordat het leger van Thingol hen te hulp kon komen kwam Denethor om het leven.  Na de slag migreerden vele Laiquendi naar Doriath en mengden zich met het volk van Thingol; de overigen werden een teruggetrokken volk, de Laiquendi, en kozen geen nieuwe koning.